# Germain Mercier
Pour les articles homonymes, voir Mercier.
Germain Mercier, né le 18 janvier 1927 à Naizin (Morbihan), est un coureur cycliste français, actif chez les amateurs. Il vit toujours à Penvins, Sarzeau.

## Biographie
Ancien membre du VC Pontivy, son palmarès compte notamment deux titres de champion de Bretagne en ligne et diverses autres courses bretonnes comme le Circuit du Finistère,. En 1954, sous les couleurs de l'équipe de France amateurs, il remporte deux étapes et termine cinquième du Tour de Grande-Bretagne, remporte par son compatriote Eugène Tamburlini. Son fils Jean-Jacques a également été coureur cycliste chez les amateurs.

## Palmarès
- 1950
  - Paris-Bretagne :
    - Classement général
    - Deux étapes

  - 3e du Grand Prix de Plouay
- 1951
  -  Champion de Bretagne sur route
  - Circuit d'Armorique :
    - Classement général
    - Une étape
- 1952
  -  Champion de Bretagne sur route
  -  Champion de Bretagne du contre-la-montre par équipes[n 1]
- 1953
  -  Champion de Bretagne du contre-la-montre par équipes[n 2]
- 1954
  - Circuit du Finistère
  - 1re et 3e étapes du Tour de Grande-Bretagne
  - 2e étape du Tour de Champagne
  - 3e du championnat de Bretagne du contre-la-montre par équipes
  - 3e du Circuit des Deux Provinces
- 1958
  - 3e du championnat de Bretagne du contre-la-montre par équipes